# FTAM
FTAM (ang. File Transfer Access and Management protocol) - protokół 7 warstwy (warstwy aplikacji) modelu OSI, opracowany przez Międzynarodową Organizację Normalizacyjną ISO.
FTAM był próbą zintegrowania w jednym protokole zagadnień przesyłania plików (podobnie do FTP) oraz zdalnego dostępu do otwartych plików (jak w NFS). Dokument RFC 1415 ↓ opisuje specyfikację bramki FTP-FTAM.
FTAM nie został szeroko zastosowany w Internecie, obecnie cele do jakich był zaprojektowany realizują SMB, NFS i Andrew File System.